# Klein-Venedig
1528–1556
Entités suivantes :
- Nouvelle-Espagne (Province de Venezuela)

Klein-Venedig  (litt. « Petite Venise ») ou Welserland (/ˈvɛl.zɐ.lant/) fut le territoire le plus important de la colonisation allemande des Amériques, de 1528 à 1546. La colonie était formée de toutes les terres comprises entre le cap de la Vela (à l'ouest) et le cap de Maracapana (à l'est), soit un territoire à cheval sur le Venezuela et la Colombie actuels. 
En 1528, l'empereur Charles V, roi des Espagnes, accorde aux banquiers Welser les droits coloniaux dans sa province du Venezuela, en échange de l'annulation de ses dettes.  
Les Welser confient l'exploration à Ambrosius Ehinger, dans le but principal de rechercher la légendaire ville dorée d'Eldorado. Il fonde Maracaibo en 1529.  
Après la mort d'Ehinger (1533) puis de son successeur Georg von Speyer (1540), Philipp von Hutten poursuit l'exploration à l'intérieur des terres. Mais, en son absence de Santa Ana de Coro, la capitale de la province, la Couronne espagnole décide de nommer un gouverneur pour le remplacer. Le nouveau gouverneur, Juan de Carvajal, fait exécuter Hutten à son retour en 1546, ainsi que Bartholomé VI. Welser.  

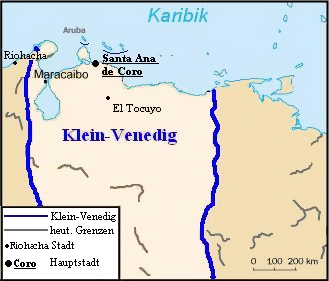
Emplacement de la petite Venise.

Tout au long de l'existence de la colonie, Welser envoie des mineurs allemands et quatre mille esclaves africains pour travailler dans les plantations de canne à sucre. La plupart des colons allemands décédèrent de maladies tropicales ou d'attaques d'indigènes, lors des incursions à l'intérieur des terres, à la recherche d'or.

## Les origines: la charte du27 mars 1528, acte fondateur de la Petite-Venise
Au début du XVIe siècle, Bartholomé V. Welser est le chef d'une puissante famille de banquiers originaire de la cité impériale d'Augsbourg. Il se distingue notamment lors des élections impériales de 1519, en s'associant avec Jacob Fugger, originaire d'Augbsbourg comme lui, pour financer la candidature de Charles Ier, roi des Espagnes. En grande partie grâce à leur soutien financier, celui-ci remporte l'élection. Devenu Charles Quint, il crée Bartholomé Welser prince de l'empire[réf. souhaitée] pour le remercier, sans cesser de recourir par la suite à ses services pour financer certains de ses projets.
Le 27 mars 1528, pour rembourser ses dettes grandissantes, l'empereur (également roi d'Espagne) accorde à Bartholomé Welser les droits d'exploration et d'exploitation de la province du Venezuela, dont il avait pris possession cinq ans plus tôt. La charte du 27 mars 1528 est le premier document officiel qui donne un nom à ce territoire : Petite-Venise, ou Klein-Venedig en allemand. C'est toujours sous ce nom, traduit en espagnol, qu'est aujourd'hui connu le Venezuela.
La charte accordée à Bartholomé Welser le tenait dans l'obligation de conquérir le pays à ses frais, de ne recruter que des troupes espagnoles et flamandes, d'équiper deux expéditions de quatre navires et de construire deux villes et trois forts dans les deux ans suivant la prise de possession.  
Les clauses de cette charte stipulaient que la famille Welser toucherait 4 % de bénéfices sur l'exploitation, tandis que le roi d'Espagne recevrait 10 % de tout l'or, l'argent ou les pierres précieuses trouvés sur place.

## Ehinger, premier gouverneur de la Petite-Venise, et les premières désillusions

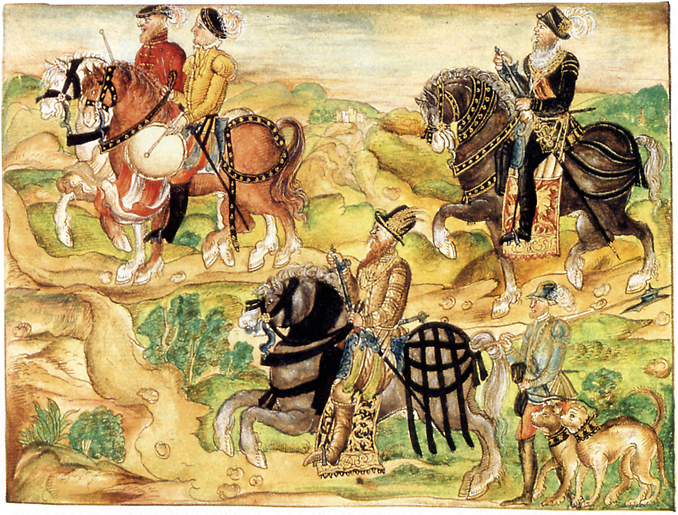
Inspection de l'armée de Welser par Georg von Speyer (à droite) et Philipp von Hutten (centre) à Sanlúcar de Barrameda.

Le 7 octobre 1528, la flotte armée par Bartholomé Welser part de Sanlúcar de Barrameda avec 281 colons, sous le commandement d'Ambrosius Ehinger. 
À son arrivée à Santa Ana de Coro (Neu-Augsburg, en allemand), la capitale de la province du Venezuela, Ehinger devient gouverneur de Klein-Venedig. Peu après, il entreprend sa première expédition vers le  lac Maracaibo, où il fonde la ville de Nouvelle-Nuremberg (Neu-Nürnberg), le 8 septembre 1529. La ville fut plus tard renommée Maracaibo par les Espagnols.  
Rapidement, les Allemands comprennent que le territoire ne recèle pas tous les trésors qu'ils croyaient y trouver. Ehinger meurt d'ailleurs en retournant d'une expédition infructueuse vers l'ouest, où se trouvait prétendument El Dorado. Après quelques années d'exploitation, seul le commerce d'esclaves avec Saint-Domingue délivre les bénéfices escomptés. La colonie allemande réoriente en conséquence ses efforts, en multipliant les razzias dans les territoires indigènes. 
Cette nouvelle orientation s'accompagne de violences contre les indigènes aussi bien que contre les Espagnols de la colonie. Le missionnaire espagnol Bartolomé de las Casas écrit ainsi : « Les Allemands sont pires que les lions les plus sauvages. Par avarice, ces démons humains agissent de façon beaucoup plus brutale que n'importe qui de leurs prédécesseurs. »

## La fin de la colonie
Les gouverneurs successifs de la colonie multiplièrent les expéditions pour rechercher El Dorado, en vain. Nommé gouverneur de la province en 1540, Philipp von Hutten passe plusieurs années à l'intérieur des terres, toujours à la recherche de la Cité d'or. 
Afin de préserver l'ordre dans la colonie, la Real Audiencia de Saint-Domingue doit nommer Juan de Carvajal capitaine général en 1540. Carvajal dirige la colonie pendant six ans, jusqu'au retour de Hutten en 1546. Fondateur de la ville de El Tocuyo, et fort du soutien de la population espagnole, Carvajal ne veut pas céder sa place. Il tend une embuscade à von Hutten et sa flotte, et le fait prisonnier, ainsi que Bartholomé VI. Welser, fils du fondateur de la colonie. Leur mise à mort par Carvajal signe alors la fin de l'aventure allemande dans cette région.  
Après l'abdication de Charles V, en 1556, les Welser cessent définitivement de réaffirmer leur droit sur le Venezuela. 

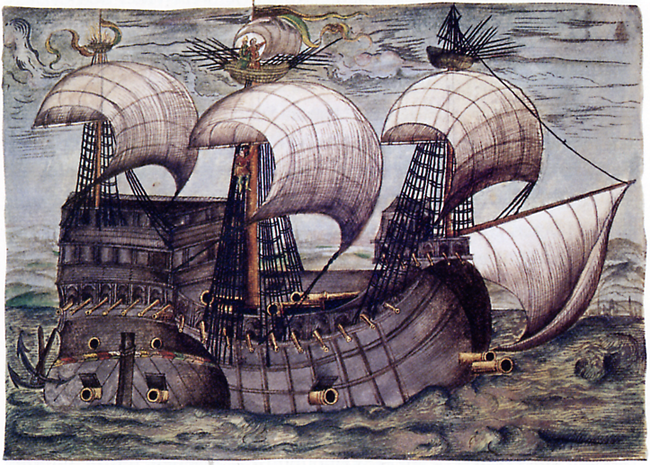
La Santa Trinidad, dans laquelle Philipp von Hutten a traversé l'Atlantique en 1535.